# الرماحي
قبيلة الرماحة هي إحدى أبرز القبائل العربية في العراق، وتعود في نسبها إلى قبيلة بكر بن وائل العدنانية من ربيعة. تنتشر القبيلة في مناطق واسعة من وسط وجنوب العراق، مثل النجف، الديوانية، بابل، كربلاء، ذي قار، ميسان والبصرة، كما يتواجد أفرادها في بغداد، خصوصاً في أطراف المدينة ومناطق الكرخ والرصافة، ويبلغ عدد أفرادها أكثر من خمسين ألف نسمة.

## النسب والأصول
ترجع القبيلة إلى جدها الأعلى الرماح بن فرج بن علي، من بطون شيبان، وهم أحد بطون قبائل بكر بن وائل. ويستمر النسب صعوداً إلى عدنان، من سلالة إسماعيل بن إبراهيم. وقد توارثت هذه القبيلة القيادة والزعامة منذ قرون، وتاريخها القبلي موثق في عدد من كتب النسب والأنساب العربية.

## التاريخ
شهدت القبيلة محطات بارزة في التاريخ الحديث والمعاصر للعراق، حيث قاومت الحكم العثماني ورفضت الخضوع لجباية الضرائب المفروضة على العشائر، مما دفع الدولة العثمانية إلى معاقبتها بقطع المياه عن مستقرها المعروف باسم الرماحية قرب الشنافية، مما أدى إلى موجات هجرة إلى مختلف مدن العراق.
كان لأبناء الرماحة دور بارز في مقاومة الاحتلال البريطاني للعراق بعد عام 1917، لا سيما خلال ثورة النجف، حيث أعدم الاحتلال البريطاني اثنين من كبار شيوخها، وهما عباس علي وعلوان، في 30 أيار/مايو 1918 على جسر الكوفة، إلى جانب عدد من شيوخ عشائر النجف.

## الزعامة الحالية
يترأس قبيلة الرماحة حالياً الشيخ سعد بن عبد بن علوان بن ياسين الرماحي، وهو من أسرة توارثت الزعامة منذ أكثر من 150 عاماً، وتتمتع العشيرة بعلاقات قوية مع القبائل العراقية الأخرى وتؤدي دوراً اجتماعياً بارزاً في المصالحات والنزاعات القبلية.

## الجغرافيا ومناطق التواجد
يقطن أبناء قبيلة الرماحة في مناطق متعددة من العراق، حيث تنتشر عشائرها في النجف وكربلاء والحلة والديوانية، لاسيما في الشنافية والسنية، إضافة إلى مناطق في ميسان وذي قار والناصرية والبصرة.

## الأفخاذ والفروع
تتفرع قبيلة الرماحة إلى أكثر من 70 فخذاً، من أشهرها: البو ياسين، البو عبود، آل كمون، البو دبس، البو عكاش، البو سويد، البو جبر، البو ناصر، البو عبد الله، البو كشوش، الدباشيين، البو ديان، البو مهدي، وغيرها.

## الدور الاجتماعي
تلعب القبيلة أدوارًا بارزة في الإصلاح العشائري، ومجالس الفصل وفض النزاعات، ولها دور فعال في المناسبات الدينية والوطنية، خصوصاً في مناطق الفرات الأوسط، ولها مضيف مركزي في الكوفة تُعقد فيه الاجتماعات القبلية والمناسبات.